# Sigmund Nunberg
Sigmund Nunberg (geboren 26. April 1879 in Peiskretscham, Oberschlesien; gestorben 2. August 1950 in New York City, Vereinigte Staaten) war ein deutscher Schauspieler.

## Leben
Der gebürtige Oberschlesier wuchs in Breslau auf. Mit 18 Jahren kam Nunberg zum Theater, seine erste wichtige Rolle hatte er 1899 in Ludwig Anzengrubers Stück Der Meineidbauer. Fortan ging er mit kleinen Wanderbühnen auf Tournee durch Schlesien. Zu seinen Theaterstationen zählen Ohlau, Breslau, Graudenz, Bromberg, Gera, Köln und Dresden. In Berlin angekommen, holte ihn Max Reinhardt ans Deutsche Theater. Außerdem sah man ihn auch noch an der Volksbühne. Zu seinen Theatererfolgen jener Jahre zählen Der Kaufmann von Venedig, der Faust, Die Räuber und Rose Bernd. Mehrfach trat er auch in Inszenierungen von Stücken politisch linker und progressiver Autoren wie Ernst Toller und Alfred Döblin auf und war auch in englischsprachigen Aufführungen zu sehen. Gastspielreisen führten Nunberg nach Schweden, in die Niederlande und in die Schweiz. Zu seinen letzten deutschen Bühnenpartnern zählten kurz nach der Machtergreifung im Frühjahr 1933 die Kollegen Paul Wegener und Albert Bassermann.
1930 erhielt der Theaterschauspieler Nunberg seine einzige Filmrolle: In dem Justizdrama und Zeitbild Dreyfus verkörperte er den Präsidenten des Schwurgerichtsprozesses gegen Émile Zola. Ab 1933 fand der jüdische Künstler nur noch Beschäftigung in Aufführungen des jüdischen Kulturbundes, so auch in Jettchen Gebert, Viel Lärm um nichts und Das Postamt. Anfang Oktober 1938 emigrierte Sigmund Nunberg mit seiner Frau in die USA. Dort fand er nur schwer Anschluss an das Theatergeschehen und wirkte in der einen oder anderen Rundfunksendung mit. Seit 1944 US-amerikanischer Staatsbürger, verdiente sich Nunberg zuletzt seinen Lebensunterhalt als Angestellter eines New Yorker Bankhauses.